# Ларн (футбольний клуб)
«Ларн» (англ. Larne FC) — північноірландський футбольний клуб з однойменного міста, в графстві Антрім.

## Історія

Колишній логотип

Клуб був заснований у другій половині XIX століття. З сезону 1972/73 по 1994/95 і з 2003/04 за 2007/08 команда виступала в Прем'єр-лізі. Клуб утримує рекорд за кількістю попадання у фінал кубка Північної Ірландії (5 разів), при цьому в усіх випадках команда зазнавала поразки. Так само клуб жодного разу не вигравав Кубок ліги, хоча двічі грав у фіналі цього трофею.
2019 року клуб став переможцем другого дивізіону і після тривалої перерви повернувся до елітної ліги.
У сезоні 2022—23 клуб вперше став чемпіоном Північної Ірландії.

## Стадіон
Домашньою ареною футбольного клубу є стадіон «Інвер Парк», що вміщує 3 000 глядачів (з них 850 сидячих місць). Стадіон був побудований в 1900 році.

## Досягнення
- Прем'єр-ліга
  - Чемпіон (2): 2022/23, 2023/24
- Кубок Північної Ірландії
  - Фіналіст (6): 1927/28, 1934/35, 1986/87, 1988/89, 2004/05, 2020/21
- Кубок північноірландської ліги
  - Фіналіст (2): 1991/92, 2003/04

Суперкубок Північної Ірландії
- Володар кубка (1): 2024

- Кубок Ольстера
  - Володар (2): 1951/52, 1987/88[4]